# (9346) Fernandel
(9346) Fernandel ist ein Asteroid des inneren Hauptgürtels, der am 4. September 1991 von dem belgischen Astronomen Eric Walter Elst am La-Silla-Observatorium der Europäischen Südsternwarte in Chile (IAU-Code 809) entdeckt wurde. Unbestätigte Sichtungen des Asteroiden hatte es vorher schon am 30. Dezember 1988 unter der vorläufigen Bezeichnung 1988 YF am Kleť-Observatorium bei Český Krumlov gegeben.
Der Asteroid gehört zur Nysa-Gruppe, einer nach (44) Nysa benannten Gruppe von Asteroiden (auch Hertha-Familie genannt, nach (135) Hertha). Die zeitlosen (nichtoskulierenden) Bahnelemente von (9346) Fernandel sind fast identisch mit denjenigen von vier kleineren, wenn man von der Absoluten Helligkeit von 17,5, 17,1, 17,4 und 18,0 gegenüber 12,8 ausgeht, Asteroiden: (259835) 2004 CL31, (293793) 2007 RA140, (309446) 2007 UK71 und (362105) 2009 CK23.
Der mittlere Durchmesser des Asteroiden wurde mithilfe des Wide-Field Infrared Survey Explorers (WISE) mit 4,725 (± 0,233) km berechnet, die Albedo mit 0,165 (±0,030).
(9346) Fernandel wurde am 20. November 2002 nach dem französischen Schauspieler Fernand Joseph Désiré Constandin (1903–1971) benannt, der unter dem Künstlernamen Fernandel bekannt wurde, vor allem wegen seiner Darstellung des Don Camillo in der Filmreihe Don Camillo und Peppone. Im Benennungstext zum Asteroiden besonders hervorgehoben wird auch der Film Ich und die Kuh (La Vache et le Prisonnier), in dem er die Hauptrolle spielte.